# Georgia Krawiec

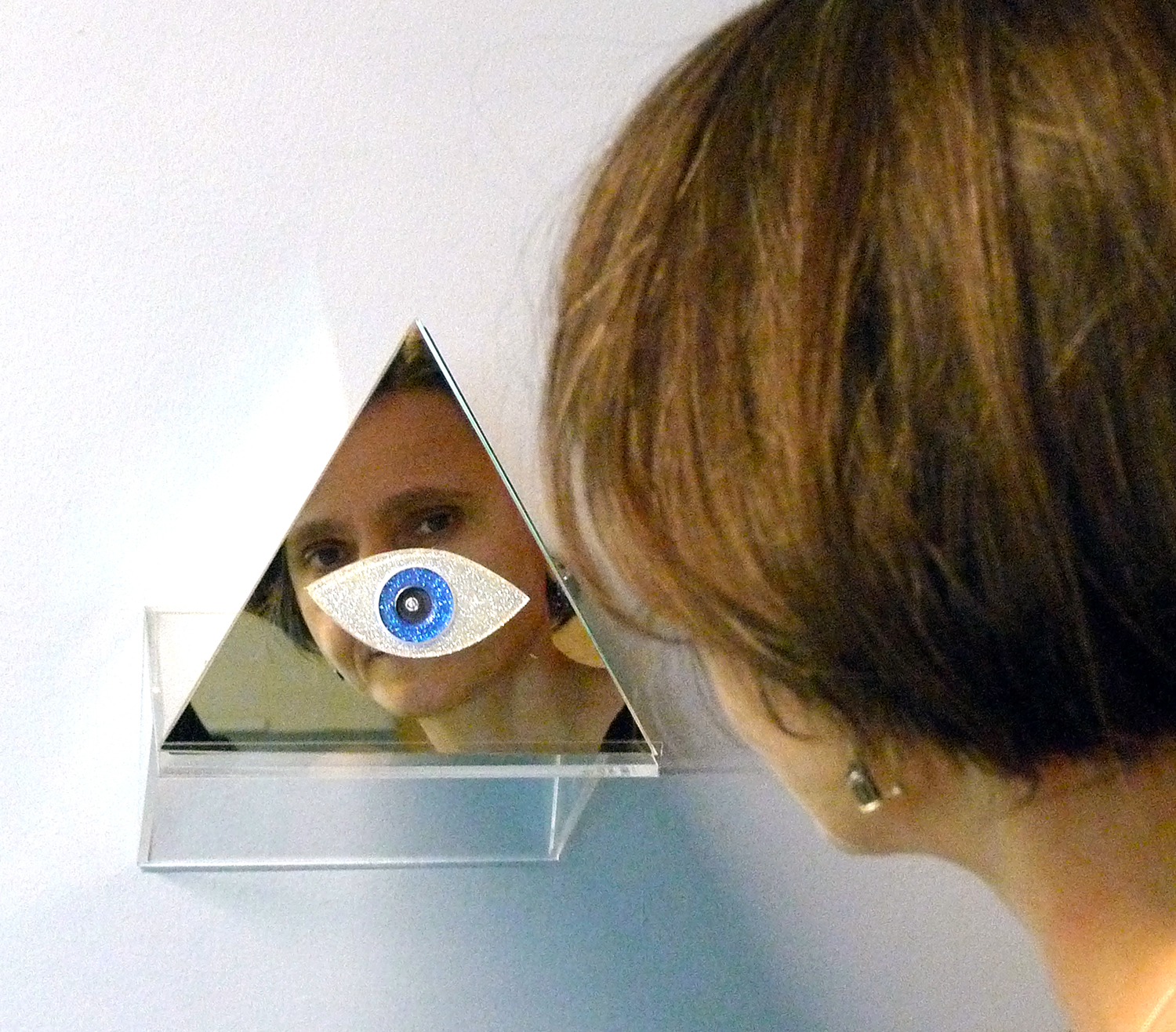
Georgia Krawiec z jednym ze swych fotoobiektów, lustrzanym aparatem otworkowym OKO BOGA VIII

Georgia Krawiec (ur. w 1972 w Kędzierzynie na Śląsku Opolskim) – współczesna artystka i fotograf, tworząca w nurcie fotografii kreacyjnej.

## Działalność
Absolwentka Wydziału Sztuk Pięknych na Uniwersytecie w Siegen/Niemcy. Od roku 2000 pracuje jako niezależna artystka-fotograf oraz zajmuje się edukacją: naucza/ła fotografii otworkowej, eksperymentalnej oraz technik szlachetnych (m.in. w Europejskiej Akademii Fotografii w Warszawie oraz w warszawskim Studium ZPAF). Prowadziła wykłady autorskie m.in. w Muzeum Narodowym w Warszawie, w Narodowej Galerii Sztuki Zachęta, w Neue Schule für Fotografie w Berlinie, w Muzeum Powstania Warszawskiego oraz serię wykładów dla Instytutu Goethego o Współczesnej Niemieckiej Fotografii. Prowadzi/ła warsztaty fotograficzne m.in. w C/O Berlin, w obozie dla uchodźców w Berlinie oraz w ramach polsko-niemieckich projektów w Weimarze w Begegnungsstätte EJBW i w Zabrzu Biskupicach z inicjatywą SilesiaTopia. Publikowała teksty o fotografii m.in. w Kwartalniku Fotografia i w Fototapecie. Była także współkuratorką trzech wystaw amerykańskiej fotografii otworkowej Amerykańskie Metafory (2009 i 2010).
Georgia Krawiec jest rzeczywistym członkiem Związku Polskich Artystów Fotografików (ZPAF) oraz członkiem zarządu Ogólnopolskiego Festiwalu Fotografii Otworkowej. Angażowała się w dwóch grupach artystycznych KunstWechsel (w latach 1998–2001/ Niemcy) oraz Brauhaus-Fotografie (1993-2001/ Niemcy). Współpracuje z polsko-niemiecką inicjatywą artystek SilesiaTopia oraz z Pinholeday. Współpracowała z Magdą Hueckel, Thomasem Kellnerem, Jochenem Dietrichem oraz z inicjatywą Szlachetny Kolektyw. W latach 2003–2009 była członkiem honorowym Stowarzyszenia DOM FOTOGRAFII. Mieszka i tworzy w Berlinie i Warszawie.

## Twórczość
Georgia Krawiec wskazuje w swoich projektach dylematy tożsamościowe, piętnuje inwigilację społeczeństwa, tematyzuje czas, przemijanie i spowolnienie. Jest zwolenniczką tradycyjnych technik fotograficznych (wpływ prof. Jüergena Königsa). Krawiec zajmuje się analogowymi, a tu przede wszystkim archaicznymi formami fotografii (m.in. fotografią otworkową, fotokolażem, luksografią oraz technikami szlachetnymi takimi jak cyjanotypia i odbitka solna). Buduje także obiekty fotograficzne które przeważnie są Camerą obscurą.
Do jej najważniejszych projektów należą:
- Pałac – moja miłość (2004); w projekcie Pałac-moja miłość Krawiec przedstawia warszawski PKiN w niekrytycznym bajecznym świetle, np. jako latający w przestworzach zmultiplikowany pałacyk[17].

- Niemcy w Polsce (2005); w serii Niemcy w Polsce / Deutsche in Polen można zobaczyć portrety Niemców żyjących w Polsce, ale nie pochodzących z terenów obecnej Polski.

- dezORIENTacja (2007); fotografie dezORIENTacji to odbitki solne, ujęte w Syrii, w Libanie oraz w Persji[18].

- EXodus (2009); praca przedstawia portrety kobiety (którą rolę odegrała sama autorka) i jej przejście przez różne etapy choroby psychicznej, aż po jej samobójczą śmierć.

Postać została zaczerpnięta ze sztuki teatralnej literatury nonsens amerykańskiej autorki Karen Karin Rosenberg.
- OCZY BOGA (2012); aparaty otworkowe-obiekty oraz inne towarzyszące projektowi prace: fotografie otworkowe, luksografie i rysunki, traktują o pierwotności doświadczenia widzenia, o pierwszej Camera obscura, o wszechwidzącym Bogu oraz o współczesnej inwigilacji.
- antyKONCEPCYJNE (od 2012); otwarty projekt luksografii naświetlających się od paru miesięcy po lata, fotografia czysto estetyczna, bezkonceptualna, w części fotowycinanki.

- Dychotomia Gniazd (2013); instalacja otworkowa stereoskopowa o rozdzielonych emigracją rodzeństwach śląskich.

- Badanie właściwości anioła na przykładzie techniki solnej (2014); fotokolaże odbitek solnych powstałe na podstawie fotografii Jerzego Lewczyńskiego.

- Komisja Nadzoru Spraw Trudnych (2015); projekt nieco groteskowy: komisja składa się z aparatów otworkowych, agentów, którzy są wysyłani na misje specjalne, by naświetlać tam przewinienia społeczne lub państwowe.

## Wybrane wystawy
- 2015 – Alchemical Ensemble. New Visions in Historic Photographic Process. Sidney Larson Gallery, Columbia, USA / Heimat X Fotofestiwal Wiesbadener Fototage, Kunsthaus Wiesbaden, Niemcy / Dylematy Tożsamości / Identitätsdilemmata. (wspólnie z Ute Lindner) Galeria Wozownia, Toruń / Niebieska Flasza. Muzeum Narodowe we Wrocławiu
- 2014 – ROZPOZNANIE. RECOGNITION. Galeria Nowe Miejsce, Festiwal Fotografii Warsaw Photo Days, Warszawa / OCZY BOGA. Galeria FF, Łódź / COPYLEFT #1. Galerie COPYRIGHTberlin, Gallery Weekend Berlin / Poetics of Light. New Mexico History Museum, Santa Fe
- 2013 – OCZY BOGA. Galeria KATOWICE, V. Ogólnopolski Festiwal Fotografii Otworkowej. Katowice / OCZY BOGA. Galeria Obok, Festiwal Warsaw Photo Days, Warszawa / SilesiaTopia. Rondo Sztuki, Katowice / EXodus. Bałtycka Galeria Sztuki Współczesnej, Słupsk
- 2012 – dezORIENTacja. Galeria Pusta, Katowice / EXodus. Galeria Sztuki Współczesnej Strefa A, Miesiąc Fotografii w Krakowie, Kraków
- 2011 – Szlachetny Kolektyw. Muzeum Zamek Górków, Szamotuły / Transgresja. (wspólnie z Magdą Hueckel) Galeria FF, Łódź[19]/ Vivant! 5. Rencontres Internationales de la Photographie au Sténopé. Centre culturel André Malraux, Le Bourget, Francja
- 2010 – EXodus. Stara Galeria ZPAF, Warszawa[20]
- 2009 – Exodus. Galeria Sztuki Wozownia, Toruń[21], Exodus. Galerie im ZIMT, Siegen, Niemcy
- 2008 – LuxSfera. Centre Culturel de Rencontre Abbaye de Neumünster, Luxemburg[22] / Aktualizacja – Przegląd nowej polskiej fotografii. Miesiąc Fotografii, Kraków
- 2007 – Made in Poland – Contemporary Pinhole Photography, The Art Institute of Boston, Boston, USA[23] / dezORIENTacja. Galeria FF, Łódź / Made in Polen – Contemporary Pinhole Photography. University Art Gallery, New Bedford, USA / Photographers Network. Atelier Thomas Kellner, Siegen, Niemcy / Made in Poland – Contemporary Pinhole Photography. Brant Gallery, Boston, USA * 2006 – Photography made in Siegen. ArtGalerie, Siegen, Niemcy
- 2005 – Fotografia otworkowa. Muzeum Historii Fotografii, Kraków[24] / Niemcy w Polsce. Luksfera, Warszawa / Deutsche in Polen. Galerie Haus Seel, Siegen, Niemcy / Pałac w Sztuce. Pałac Kultury i Nauki, Warszawa
- 2004 – Pałac – moja miłość. Mała Galeria ZPAF – CSW, Warszawa[25] / Fotosynteza. Muzeum Miasta Wrześni, Września
- 2003 – Ciemna Dekada. Galeria Traffic, Warszawa
- 2002 – Kroke. Aktives Museum für Südwestfalen, Siegen, Niemcy
- 2001 – Gesichter. IHK-Galerie, Siegen, Niemcy
- 2000 – Portrety nocy. Willa Decjusza, Kraków / Museum der Stadt Bad Berleburg, Bad Berleburg, Niemcy / Ansichts-Sachen. Europäisches Fotografiezentrum, Viernheim, Niemcy
- 1999 – 11,5 m² Krakau. Krakauer Haus, Norymberga, Niemcy / Drei Farben Krakau. Rathausgalerie, Siegen, Niemcy
- 1998 – Voies Off. Festival Rencontres Internationales de la Photographie Arles, France
- 1998-2001 – KunstWechsel, Siegen, Niemcy
- 1995-2000 – Rundgang, Uniwersytet Siegen, Niemcy
- 1994-2001 – Brauhaus-Fotografie, Niemcy.